# Moja štikla/Moj sokole
Moja štikla/Moja sokole è il primo maxi singl di Severina Vučković pubblicato nel 2006.
Oltre al grandissimo successo Moja štikla, con cui Severina ha partecipato all'Eurovision Song Contest del 2006, il maxi singl contiene anche la canzone Moj sokole, la versione originale della canzone Moja štikla.
Le canzoni Adam i Seva e Ma daj sono state remixate da Silvio Pasarić mentre la canzone French connection è la versione in francese della canzone Ma daj.
Il maxi single contiene anche due video musicali: Adam i Seva e Moja štikla. Alla realizzazione del video musicale della canzone Moja štikla ha partecipato anche il gruppo rock Let 3.

## Tracce
1. Moja štikla
2. Moja štikla (instrumental version)
3. Adam i Seva (Silver club mix)
4. Ma daj (Silver club mix)
5. French connection
6. Moj sokole
7. Moja štikla (video)
8. Adam i Seva (video)